# Johann Heinrich Cherler

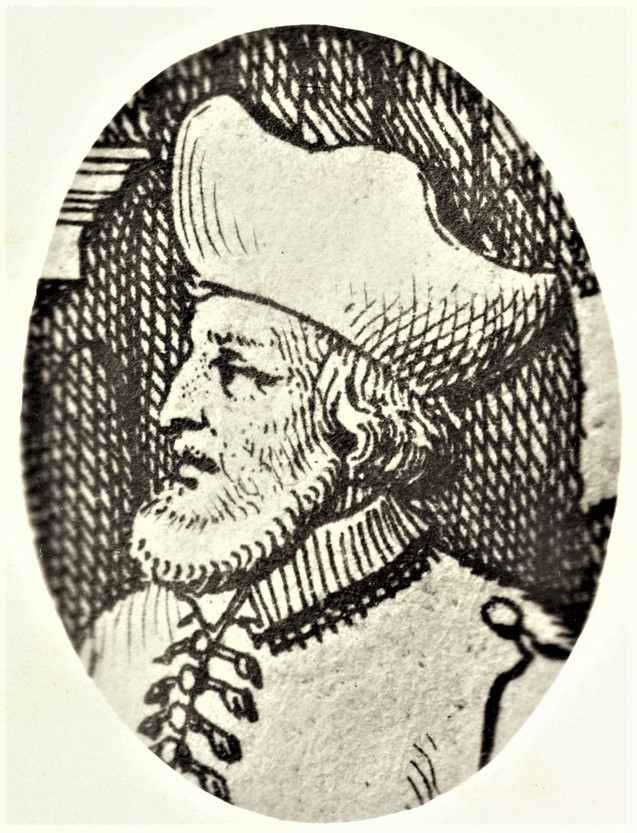
Johann Heinrich Cherler

Johann Heinrich Cherler (* 22. Dezember 1569 in Basel; † 1609 oder 1610 in Mömpelgard) war ein Schweizer Arzt und Botaniker. Er war Hofmedikus in der damals württembergischen Grafschaft Mömpelgard. Sein botanisches Autorenkürzel lautet „Cherler“.

## Leben und Wirken
Johann Heinrich Cherler war der Sohn des in Basel wirkenden Pädagogen Valentin Cherler und der Neffe des evangelischen Pfarrers und Dichters Paul Cherler. Er studierte ab 1584 in Basel und wandte sich dann nach Nîmes, wo er um 1590 einige Jahre am College des Arts Philosophie lehrte. Von November 1594 bis August 1596 studierte er in Montpellier, außerdem in Paris.
Er heiratete Geneviève Bauhin, die Tochter des Botanikers Johann Bauhin, mit dem er das Buch Historiæ plantarum generalis novæ et absolutæ Prodomus erarbeitete, das eine Zusammenfassung des botanischen Wissens seiner Zeit darstellte und erst 1619, lange nach Cherlers Tod, erschien. In dem Werk werden 5000 Pflanzen beschrieben und in 3000 Zeichnungen belegt.

## Dedikationsnamen
Carl von Linné benannte Cherler zu Ehren eine Kleeart: Cherlers Klee (Trifolium cherleri L.) und außerdem die Pflanzengattung Cherleria aus der Familie der Nelkengewächse (Caryophyllaceae). Später wurde ihm zu Ehren noch eine Windenart: Convolvulus cherleri Agardh ex Roem. & Schult. und eine Wundkleeart: Anthyllis cherleri Brügger benannt.

## Werke
- Historia plantarum generalis novæ et absolutissimæ quinquaginta annis elaboratæ iam prelo commissæ prodromus (mit Johann Bauhin). Yverdon 1619
- Historia plantarum universalis, nova, et absolutissima (mit Johann Bauhin). 3 Bände, Yverdon 1650–1651. (Band 1, Band 2, Band 3).